# جون ميخائيل ماكدونالد
جون ميخائيل ماكدونالد (بالإنجليزية: John Michael Macdonald)‏ هو سياسي كندي، ولد في 3 مايو 1906 في كندا، وتوفي في 20 يونيو 1997. حزبياً، نشط في الحزب الكندي التقدمي المحافظ. وقد انتخب عضو مجلس الشيوخ الكندي.